# Vernon, the Bountiful
Vernon, the Bountiful  è un cortometraggio muto del 1917 prodotto dalla Essanay e distribuito dalla General Film Company. Il nome del regista non viene riportato. Fu il secondo film per la diciottenne Virginia Valli, attrice nata e vissuta (fino a quel momento) a Chicago, la città sede dell'Essanay, casa di produzione del film. Interprete maschile, con il nome Rodney La Rock, Rod La Rocque, futura star del cinema muto.

## Trama
Pieno di milioni ma senza brillare in intelligenza, Vernon frequenta l'ambiente teatrale di Broadway. Innamorato di Hazel, una ragazza del corpo di ballo, le chiede di sposarlo. Lei, anche se non lo tiene in grande considerazione, dopo una notte di follie accetta la sua proposta e lo sposa per poi pentirsene subito la mattina seguente. Intima al marito di trovarsi un lavoro: prima di vivere insieme a lei, Vernon dovrà cominciare a guadagnarsi da vivere con le sue sole forze. I curatori del vasto patrimonio di Vernon, venuti a conoscenza di quelle nozze, bloccano la rendita del giovane. Più della perdita delle sue rimesse, è la decisione di Hazel a spingere Vernon a rimettersi in gioco, trovando le forze e la stima in sé stesso che aveva perduto. La sua decisione di andare a lavorare con un sarto alla moda sconcerta tutti i suoi amici. La sua reputazione, però, attira interesse e il denaro dei clienti. Ben presto, Vernon sarà in grado di dire agli amministratori del fondo di tenersi pure quel denaro, mentre Hazel, finalmente conquistata, torna da lui.

## Produzione
Il film fu prodotto dall'Essanay Film Manufacturing Company (con il nome Black Cat).

## Distribuzione
Distribuito dalla General Film Company, il film - un cortometraggio di una bobina - uscì nelle sale cinematografiche statunitensi il 21 giugno 1917.